# Cromwell (Iowa)
Cromwell és una població dels Estats Units a l'estat d'Iowa. Segons el cens del 2000 tenia 120 habitants.

## Demografia
Segons el cens del 2000, Cromwell tenia 120 habitants, 47 habitatges, i 31 famílies. La densitat de població era de 159,8 habitants per km².
Dels 47 habitatges en un 31,9% hi vivien nens de menys de 18 anys, en un 59,6% hi vivien parelles casades, en un 2,1% dones solteres, i en un 34% no eren unitats familiars. En el 34% dels habitatges hi vivien persones soles el 8,5% de les quals corresponia a persones de 65 anys o més que vivien soles. El nombre mitjà de persones vivint en cada habitatge era de 2,55 i el nombre mitjà de persones que vivien en cada família era de 3,32.
Per edats la població es repartia de la següent manera: un 30% tenia menys de 18 anys, un 5,8% entre 18 i 24, un 26,7% entre 25 i 44, un 30% de 45 a 60 i un 7,5% 65 anys o més.
L'edat mediana era de 37 anys. Per cada 100 dones de 18 o més anys hi havia 100 homes.
La renda mediana per habitatge era de 35.000 $ i la renda mediana per família de 36.750 $. Els homes tenien una renda mediana de 24.375 $ mentre que les dones 26.250 $. La renda per capita de la població era de 12.190 $. Entorn del 27% de les famílies i el 42,9% de la població estaven per davall del llindar de pobresa.

## Poblacions més properes
El següent diagrama mostra les poblacions més properes.